# O1 (Pennsylvania Railroad)
Класс O1 Пенсильванской железной дороги — опытная серия из восьми электровозов с осевой формулой 2-2о-2 (по американской классификации — 4-4-4).

## История
Хотя электрическая тяга на переменном токе использовалась на Пенсильванской дороге с 1910-х годов, однако тяговые двигатели переменного тока на то время были ещё относительно слабыми и не годились для использования на электровозах. Ситуация поменялась, когда в 1927 году в компании Westinghouse Electric разработали двигатель переменного тока, который имел уже гораздо бо́льшую удельную мощность, что позволяло создать тяговые электродвигатели с приемлемыми характеристиками.
Дорогой был разработан проект электрификации на переменном токе железнодорожной линии между Нью-Йорком и Вашингтоном. Для подготовки к ней в 1930—1931 годы на собственном заводе в Алтуне она и выпустила опытную серию электровозов для испытаний, которой присвоила серию O1; букву O по принятой на дороге классификации должны были получать локомотивы с осевой формулой 2-2-2 (по американской классификации — 4-4-4). Данные электровозы должны были быть по своим характеристикам быть аналогичными паровозам класса E6 с осевой формулой 2-3-1, что требовало высоких осевых мощностей — около 800—900 кВт; однако в те годы промышленность ещё не могла создать тяговые электродвигатели с такими характеристиками, поэтому было принято решение применить сдвоенные ТЭД (4 на электровоз).
Всего было построено 8 локомотивов четырёх подсерий: O1, O1a, O1b и O1c. Данные подсерии отличались между собой характеристиками тяговых электродвигателей и передаточным числом редукторов; на трёх электровозах было применено электрооборудование от General Electric, на трёх — Westinghouse и на двух — Brown Boveri. На подсерии O1b было применено рамное подвешивание двигателей и редукторов с использованием системы Бухли для передачи тягового момента.
| Подсерия | Номера     | Мощность ТЭД            | Общая мощность        | Передаточное отношение | Максимальная сила тяги    | Длительная сила тяги                             |
| -------- | ---------- | ----------------------- | --------------------- | ---------------------- | ------------------------- | ------------------------------------------------ |
| O1       | 7850, 7851 | 4 × 500 л. с. (370 кВт) | 2000 л. с. (1500 кВт) | 31:91                  | 28 500 фунтов (12 900 кг) | 13 200 фунтов (6000 кг) при 56 миль/ч (90 км/ч)  |
| O1a      | 7852, 7853 | 4 × 625 л. с. (460 кВт) | 2500 л. с. (1800 кВт) | 36:103                 | 37 500 фунтов (17 000 кг) | 14 900 фунтов (6800 кг) при 63 мили/ч (101 км/ч) |
| O1b      | 7854, 7855 | 4 × 550 л. с. (400 кВт) | 2200 л. с. (1600 кВт) | 49:114                 | 35 000 фунтов (16 000 кг) | 17 800 фунтов (8100 кг) при 46 миль/ч (74 км/ч)  |
| O1c      | 7856, 7857 | 4 × 625 л. с. (460 кВт) | 2500 л. с. (1800 кВт) | 31:91                  | 37 500 фунтов (17 000 кг) | 14 900 фунтов (6800 кг) при 63 мили/ч (101 км/ч) |

Испытания показали хорошую надёжность этих локомотивов, но их тяговые характеристики не удовлетворили дорогу, поэтому был сделан выбор в пользу электровозов класса P5 с тремя движущими осями. Опытные O1 как правило использовались для вождения двойной тягой местных пассажирских поездов от Пенсильванского вокзала в Нью-Йорке до Ньюарка (штат Нью-Джерси); во время Второй мировой войны они также водили поезда от Нью-Йорка до Гаррисберга. Позже использовались для передачи порожних пассажирских составов между Пенсильванским вокзалом и станцией Саннисайд-Ярд. К середине 1960-х годов все O1 были выведены из эксплуатации и списаны.